# The Man from Snowy River
The Man from Snowy River é um filme de drama australiano dirigido por George T. Miller e lançado em 1982.